# Cueva de las Caldas
La Reserva Natural Parcial de la Cueva de las Caldas es una zona de protección que abarca 45 hectáreas dentro del concejo asturiano de Oviedo (España) en las proximidades de los pueblos de La Piñera y Las Caldas. Cabe destacar la importancia de las investigaciones llevadas a cabo por el equipo de la Catedrática de Prehistoria por la Universidad de Salamanca, Mª Soledad Corchón Rodríguez.

## Importancia
A nivel geológico no se encuentran elementos de especial relevancia, mientras que desde el punto de vista de la fauna y restos de los yacimientos arqueológicos que allí se encuentran sí son significativos. La cueva en sí tiene una longitud de unos 600 m aproximadamente y cuenta con dos entradas: la sima de La Figalina y la cueva de Don Ceferino.
En la fauna cabe destacar la presencia de murciélagos como el murciélago ratonero mediano, el murciélago de cueva, el murciélago grande de herradura, el murciélago pequeño de herradura y el murciélago de patagio aserrado o de Natterer. 
Las excavaciones arqueológicas realizadas en la cueva la han convertido en uno de los más importantes yacimientos del Paleolítico Superior de toda la región.